# 박세길
박세길은 대한민국의 작가이다.
1988년부터 발간된 《다시쓰는 한국현대사》 시리즈는 대한민국 현대사를 진보 진영의 시각에서 재조명하여 대학생층으로부터 상당한 인기를 모았고, 1990년대 대학 사회의 필독서로 불렸다. 이 시리즈는 해방에서 한국 전쟁까지를 다룬 제1권, 휴전에서 10·26 사건까지를 정리한 제2권, 1980년대에서부터 1990년대초까지를 담은 제3권 등의 3권으로 구성된 작품이다. 이 작품은 1980년대 이후의 대한민국 현대사를 최초로 민족민주운동권이라는 특정 관점을 통해 통사적으로 정리했으며, 국제 정세 일반, 대한민국 내 정치·경제 상황, 진보 진영의 역량 등을 종합적으로 체계화시켰다는 점에서 진보 진영의 커다란 학술적 업적으로 평가된다.

## 저서
- 《다시쓰는 한국현대사 1》. 돌베개. 1988년. ISBN 9788971990056
- 《다시쓰는 한국현대사 2》. 돌베개. 1989년. ISBN 9788971990063
- 《다시쓰는 한국현대사 3》. 돌베개. 1992년. ISBN 9788971990018
- 《미래를 여는 한국인사》. 시대의창. 2010년. ISBN 9788959401789